# Wilhelm Büning (Theologe)
Wilhelm Büning (* 25. Mai 1885 in Zeven; † 6. Januar 1964 in Aurich) war ein deutscher lutherischer Theologe, zuletzt Landessuperintendent des Sprengels Ostfriesland-Ems der Evangelisch-lutherischen Landeskirche Hannovers.

## Leben
Büning besuchte das Gymnasium in Leer und legte dort Ostern 1903 das Abitur ab. Er studierte Evangelische Theologie an den Universitäten Tübingen, Leipzig und Göttingen und bestand Ostern 1907 die erste, Herbst 1909 die zweite theologische Prüfung. 1904 wurde er Mitglied des Leipziger und 1905 des Göttinger Wingolf. Am 28. Dezember 1909 wurde er in Stade ordiniert und zunächst als Hilfspastor in Oldendorf (Kreis Stade) verwendet. 1912 wurde er Pastor in Twistringen, 1927 Superintendent in Esens, 1940 Superintendent in Osnabrück, 1948 Landessuperintendent des Sprengels Ostfriesland. Am 1. November 1953 trat er in den Ruhestand.
Von 1945 bis 1948 war Büning Mitglied des Vorläufigen Kirchensenats.